# 유성우

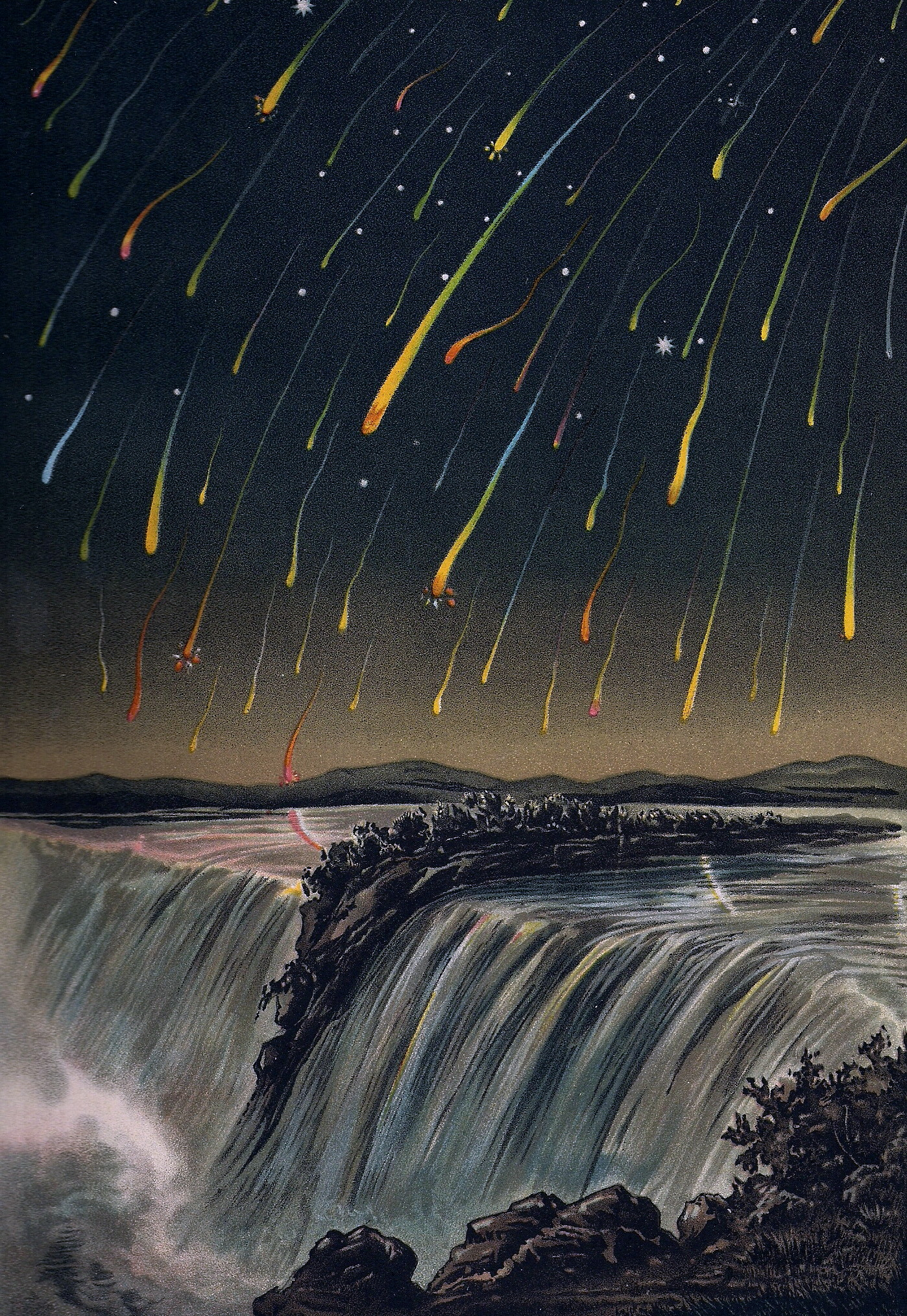
1833년 11월 북아메리카에서 목격된 사자자리 유성우

유성우(流星雨, meteor shower) 또는 별똥비는 다수의 유성이 비처럼 보이는 천문 현상으로, 이 때에 발생되는 유성들은 천구상의 한 점에서 퍼져나가는 것처럼 보인다. 유성우 가운데 일부는 유성의 빈도에 따라 유성 폭풍우(meteor storm) 또는 별똥만발(meteor outburst)이라고 부른다.
이들은 혜성 등의 천체가 남겨 놓은 잔해가 지구 대기와 매우 높은 속도로 충돌하는 것으로, 대기중의 기체와 마찰을 일으켜 증발하면서 급속하게 사라지는 빛줄기를 남긴다. 대기의 평균 자유 행정(mean free path; 10 cm ~ 수 미터)보다 큰 잔해의 경우는, 마찰이 아닌 램 압력(ram pressure)에 의해 발생한다. 잔해들은 대부분 모래보다 작으며, 거의 대부분의 조각들은 분해되어 지구 표면에 도달하지 않는다.
혜성은 먼지가 섞여 있는 눈덩이가 해 둘레를 공전하는 것으로 볼 수 있다. 혜성이 궤도를 돌다가 근일점을 통과할 무렵이면, 얼음이 녹고 증발하여 엄청난 양의 부스러기를 흩뿌린다. 그 부스러기가 혜성의 먼지꼬리를 이루게 되는데, 그 가운데 고체 부스러기들이 유성체(meteoroid)가 된다. 이 유성체들은 혜성의 궤도를 따라 띠를 형성하게 되는데, 이것을 유성체흐름(meteoroid stream)이라고 한다. 따라서 각 혜성은 유성체의 흐름을 형성하며, 유성체 흐름을 만드는 혜성을 모혜성(parent comet)이라고 한다. 특히 여러 차례 근일점을 통과하는 주기혜성들은 짙은 유성체 흐름을 형성한다.
지구가 공전하다가 이러한 유성체 흐름을 관통할 때면 많은 유성들이 한 점으로부터 뻗어 나오는 것처럼 보이게 되는데, 이것을 유성우라 하고, 그 한 점을 복사점이라 한다. 복사점은 지구와 유성체 흐름의 상대적인 운동 성분에 따라 결정되며, 그 복사점이 위치한 별자리에 따라 유성우의 이름을 짓는다. 즉 복사점이 사자자리에 있는 유성우는 사자자리 유성우라고 부르는 것이다.
예를 들어, 핼리혜성은 주기가 약 76년이다. 이 혜성이 만든 유성류(meteor stream)와 지구의 공전 궤도는 두 점에서 만나게 된다. 지구가 공전하다가 이 두 점을 지나면 각각 물병자리-에타 유성우와 오리온자리 유성우가 일어나게 된다. 이때 물병자리-에타 유성우와 오리온자리 유성우를 일으키는 유성체 흐름의 모혜성은 바로 핼리혜성이다.
1861년 미국의 천문학자인 커크우드(Kirkwood)는 유성과 혜성의 관련성에 대해서 언급했다. 이탈리아의 천문학자인 스키아파렐리(Schiaparelli)는 1871년에 유성우들의 주기성과 지구의 공전 주기가 관련이 있다는 사실로부터 유성체 흐름의 존재를 주장하였다. 그는 또한 페르세우스 유성우를 관측하여, 그 유성들의 궤도가 1862년의 대혜성, 즉 P/Swift-Tuttle 혜성의 궤도와 비슷함을 알아냄으로써 유성우와 혜성의 관련성을 증명하였다.
유성과 유성우의 정체는 겨우 1871년에야 이해되었고, 사진 관측에 의해 관측되기 시작한 것은 1880년 이후이다. 현대에는 비디오 관측과 전파 레이다 관측 등에 의해 여러 해에 걸친 유성우의 연간 활동성 변화가 모니터링되고 있다. 그 관측 자료를 분석하여 뚜렷한 유성우는 물론 미미한 유성우까지 검출되고 있다.
유성우의 세기는 전 하늘에서 관찰된 유성을 천정에서 보이는 것으로 환산하여 시간당 몇 개가 나타났는지로 나타낸다. 이것을 ZHR이라고 한다. 아주 어둡고 맑은 밤하늘에서는 산발유성은 10분에 1개꼴, 유성우가 나타나는 시기에는 1분에 1개꼴로 유성을 볼 수 있다. 이렇게 맨눈으로도 볼 만한 유성우는 대략 1달에 하나 꼴이며, 해마다 되풀이되어 같은 무렵에 나타난다.
각 유성우의 특성, 즉 나타나는 유성의 개수, 밝기 분포, 색깔, 복사점 등은 그 유성우의 모혜성에서 어떤 종류의 유성체들이 나왔으며, 그 유성체들이 어느 방향에서 얼마나 빠르게 지구 대기로 들어왔는지에 따라 달라진다. 즉 한 모혜성에서 나온 유성체가 큰 것이 많으면 밝은 유성이 많이 나타나고, 유성체가 들어오는 방향, 즉 복사점이 지평선 아래에 있다면 지평선에서 솟아 오르는 유성이 나타날 것이다. 또한 지구 대기의 화학 조성이 고도에 따라 달라지므로, 유성이 생기는 고도에 따라서 색깔이 다르게 보인다.
유성체 흐름은 대체로 모혜성의 공전궤도를 중심으로 원통형으로 분포되어 있다. 유성체의 밀도는 모혜성의 공전 궤도로 갈수록 높아지며, 지구가 이러한 유성체 흐름을 관통할 때, 중심에 다가갈수록 더 많은 유성체가 지구 대기 속으로 돌입하게 된다. 따라서 한 유성우가 나타날 때는 매일 나타나는 유성의 개수가 증가하다가 감소하는 경향을 띤다. 관측적으로 지수함수적으로 증가하다가 지수함수적으로 감소하는 경향을 보인다. 한 유성우가 나타나는 시기의 유성개수의 변화는, 어떤 시점 {\displaystyle t}에서 {\displaystyle ZHR(t)=ZHR_{max}exp(-|t-t_{0}|/\tau )} 와 같이 나타낼 수 있다. 유성의 개수는 {\displaystyle t_{0}}일 때 최대가 되는데, 이것을 극대기라고 한다. 또한 {\displaystyle \tau }의 시간 규모는 유성의 개수가 확연하게 변하는 시간 규모에 해당한다. 이른바 지수함수적 시간척도(e-folding time scale)이라고 하는 것이다. 단순히 나타나는 유성의 개수를 세기만 해도 이러한 값들은 측정할 수 있으며, 이로부터 지구 공전 궤도상에 놓여 있는 유성체 흐름의 분포를 자세히 연구할 수 있다.
전 세계의 천문학자들과 아마추어 천문가들은 유성의 개수를 세는 일을 꾸준히 해오고 있다. 예를 들어 2007년도에 나타난 쌍둥이자리 유성우를 전 세계의 천문가들이 관찰한 결과가 2007년 쌍둥이자리 유성우 사이트에 잘 정리되어 있다. 시간에 따른 ZHR의 변화를 보면, 시간이 지남에 따라 지수함수적으로 급격하게 많아지다가 어떤 최댓값을 경계로 다시금 급격히 줄어드는 것을 볼 수 있다.

## 해마다 볼 수 있는 유명한 유성우
| 유성우                    | 활동기              | 극대기             | ZHR | 모혜성                                                     |
| ------------------------- | ------------------- | ------------------ | --- | ---------------------------------------------------------- |
| 사분의자리 유성우         | 1월 1일-1월 5일     | 1월 4일            | 120 | 소행성 2003 EH1, 1490년 쪼개져 버림.                       |
| 거문고자리 유성우         | 4월 16일-4월 25일   | 4월 22일           | 18  | 대처 혜성(비주기혜성) Comet Thatcher                       |
| 물병자리-에타 유성우      | 4월 19일-5월 28일   | 5월 6일            | 60  | 핼리 혜성                                                  |
| 물병자리-델타-남쪽 유성우 | 7월 12일-8월 19일   | 7월 28-29일        | 20  | 모름. 맥홀츠2 혜성96P/MacHolz2이 후보이나 1994년 쪼개졌음. |
| 페르세우스자리 유성우     | 7월 17일-8월 24일   | 8월 12일           | 100 | 스위프트-터틀 혜성 109P/Swift-Tuttle                       |
| 오리온자리 유성우         | 10월 2일-11월 7일   | 10월 21일          | 23  | 핼리 혜성                                                  |
| 사자자리 유성우           | 11월 14일-11월 21일 | 11월 17일          | 20+ | 템펠-터틀 혜성 55P/Tempel-Tuttle                           |
| 쌍둥이자리 유성우         | 12월 7-17일         | 12월14일 ~17시(UT) | 120 | 소행성 파에톤 3200 Phaethon                                |

## 같이 보기
- 유성우 목록
- 어스그레이징 유성
- 복사점
- 정점 시율